# Puritanical Euphoric Misanthropia
Puritanical Euphoric Misanthropia er det 6. studiealbum fra de norske Black Metal Band, Dimmu Borgir.

## Spor
1. Fear and Wonder (Intro) – 2:47
2. Blessings upon the Throne of Tyranny – 5:18
3. Kings of the Carnival Creation – 7:48
4. Hybrid Stigmata – The Apostasy – 3:06
5. Architecture of a Genocidal Nature – 6:08
6. Puritania – 4:42
7. IndoctriNation – 5:57
8. The Maelstrom Mephisto – 5:13
9. Absolute Sole Right – 6:57
10. Sympozium – 6:25
11. Perfection or Vanity – 3:36
12. Devil's Path (re-recorded) – 5:31
13. Burn in Hell (Twisted Sister cover) – 5:05

## Musikere
- Shagrath – Trommer, vokal (guitar på spor nummer 5)
- Silenoz – Guitar, vokal
- Tjodalv – Guitar
- Brynjard Tristan – Bas
- Stian Aarstad – Synthesizer, klaver, effekter